# Muravidéki nyelvjáráscsoport
A muravidéki nyelvjáráscsoport a pannóniai nyelvjáráscsoport egyik alcsoportja a vendvidéki nyelvjáráscsoporttal együtt. Mindkettő a vend nyelvjárás két nagyobb része.
A muravidéki nyelvjárás csoportba a vend nyelvjárás négy muravidéki dialektusa (a muraszombati, ravenskoi, goričkoi, alsólendvai) tartozik bele azok alnyelvjárásaival egyetembe. Ezekre a dialektusokra jelentős hatást gyakorolt a szlovén irodalmi nyelv, így alakult át regionális nyelvvé. Voltaképp a vend két nagy csoportra való válását részben a trianoni békeszerződés is eredményezte, de különösen a második világháború utáni hermetikus zártság, ami főleg a Szentgotthárd melletti Vendvidékre volt a jellemző, így az ottani nyelvhasználat sokkal archaikusabb, mint mondjuk a muravidéki vend dialektusok.

## Külső hivatkozás
- Francek Mukič: Porabsko-Književnoslovensko-madžarski slovar, Szombathely 2005. ISBN 963-217-762-2